# 国際経済交流財団

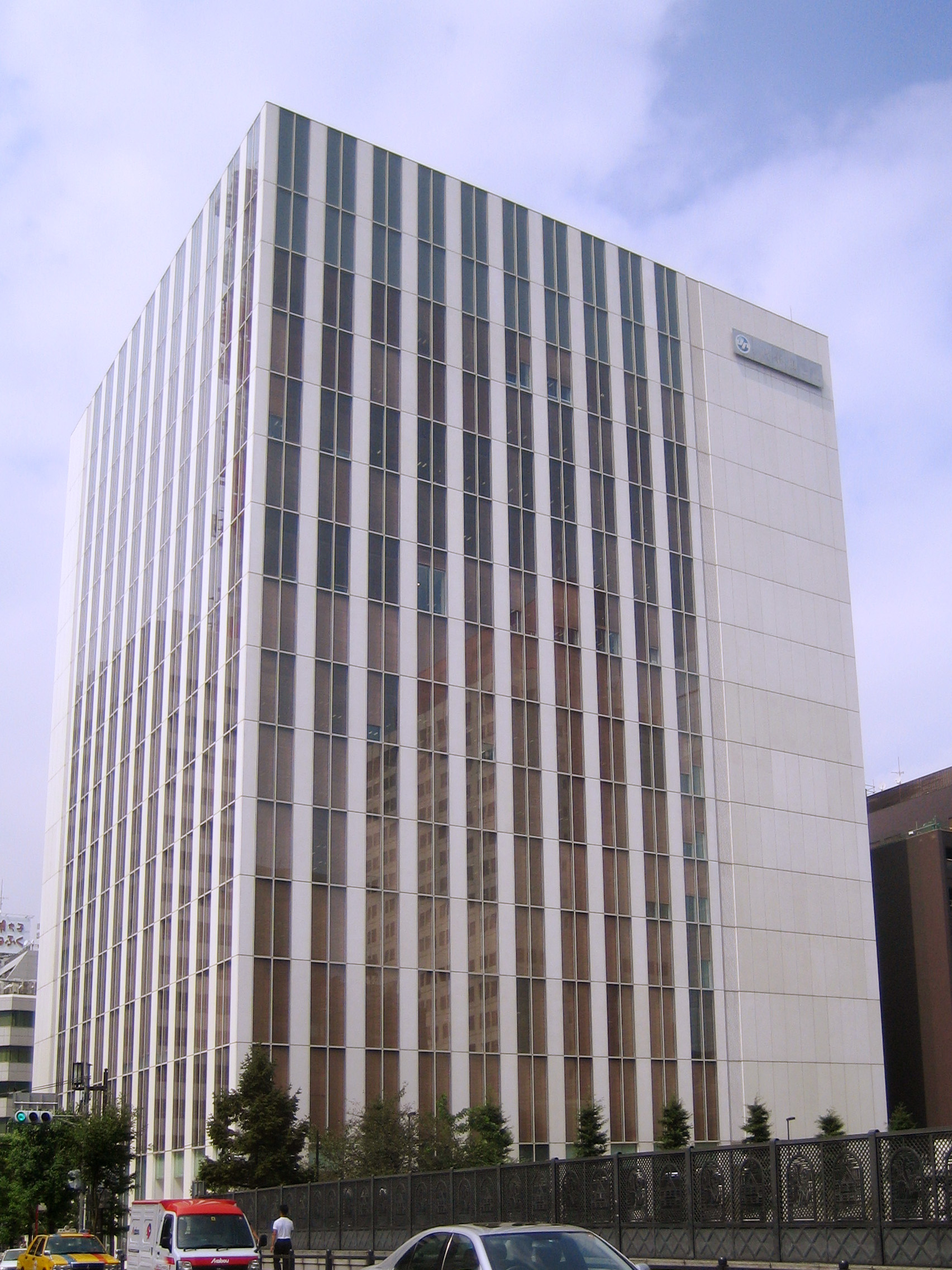
時事通信ビル, JEF旧本社

一般財団法人国際経済交流財団（こくさいけいざいこうりゅうざいだん）、Japan Economic Foundation; JEF（ジェフ）は、東京都中央区銀座3-7-3　銀座オーミビル5Fに拠する法人。元経済産業省所管、1981年設立。
日本に関する情報提供や、諸外国の産・官・学からのオピニオンリーダーによる意見交換の場を提供する等、外国との相互理解を増進する役割を担うための事業を展開している。

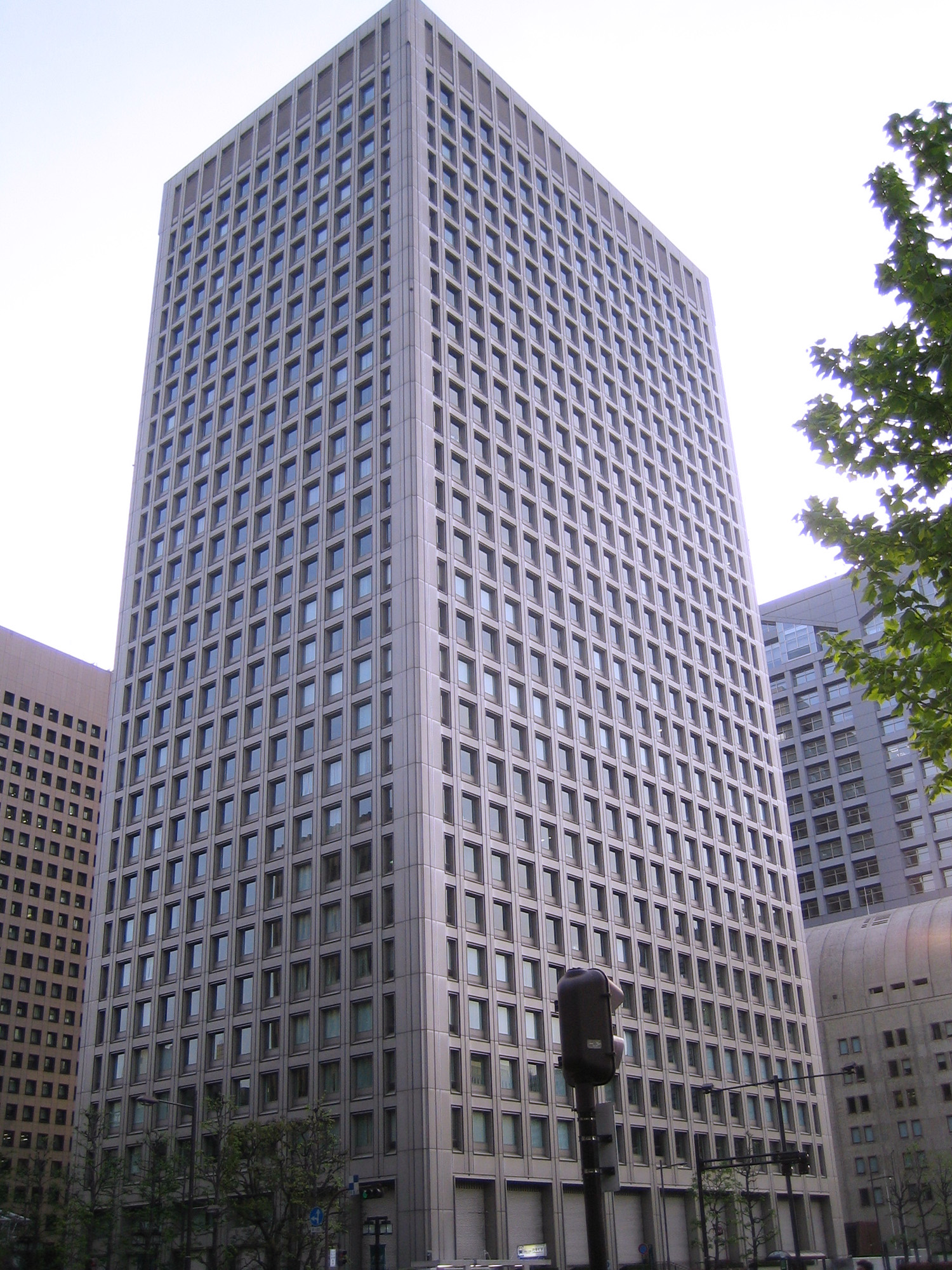
富国生命ビル,JEF旧本社

## 主な事業
- 国際フォーラム（日米・日欧・日アジア）
- ジャパン・スポットライト(Japan Spotlight)の編集・発行
- 海外調査